# Nanjō
Nanjō (南城市, Nanjō-shi, okinawenc: Nanjoo) és una ciutat del sud de l'illa d'Okinawa de la prefectura d'Okinawa, al Japó. Fou establerta l'1 de gener de 2006 com a resultat de la fusió de la ciutat de Sashiki amb els pobles de Chinen, Ozato i Tamagusuku del districte de Shimajiri.
El 2015 tenia una població estimada de 42.178 habitants. És la ciutat menys poblada de la prefectura d'Okinawa.